# Betânia (film)
Pour les articles homonymes, voir Betania et Betânia.
Pour plus de détails, voir Fiche technique et Distribution.
Betânia est un film brésilien écrit et réalisé par Marcelo Botta et sorti en 2024.
Il est présenté en avant-première à la Berlinale 2024.

## Synopsis
Betânia, sage-femme de 65 ans, vit avec son mari dans un village isolé. À la mort de son mari, ses filles la persuadent de quitter son pays natal. Elle migre près des dunes de sable des Lençóis Maranhenses, au nord du Brésil, où elle ose prendre un nouveau départ.

## Fiche technique
- Titre original : Betânia
- Réalisation et scénario : Marcelo Botta
- Photographie : Bruno Graziano
- Montage : Marcio Hashimoto
- Musique : Tião Carvalho, Edvaldo Marquita da Betânia
- Production : Marcelo Botta, Gabriel Di Giacomo
- Direction artistique : Mariana Cristal Hui
- Pays de production :  Brésil
- Langue originale : portugais
- Format : couleur
- Genre : drame
- Durée : 120 minutes
- Dates de sortie[3] :
  - Allemagne : février 2024 (Berlinale)
  - France : 17 mars 2024 (Festival Cinélatino de Toulouse[4])

## Distribution
- Diana Mattos : Betânia
- Ulysses Azevedo : Antonio Filho
- Nádia de Cássia : Vitória
- Caçula Rodrigues : Tonhão
- Michelle Cabral : Irineusa
- Tião Carvalho : Ribamar
- Rosa Ewerton Jara : Jucélia
- Vitão Santiago : Xambim
- Anouk Mulard : Sofie
- Caiçara Vibration : Ismael
- Tim Vidal : Bern

## Sortie
La première mondiale de Betânia a lieu en février 2024 à la Berlinale où l'œuvre est incluse dans la section Panorama.
Dans le cadre de son inclusion dans la section Panorama de la Berlinale 2024, Betânia est automatiquement nommée pour le prix Panorama du public (de).